# The Man Next Door (1923)
The Man Next Door is een Amerikaanse filmkomedie uit 1923 onder regie van Victor Schertzinger.

## Verhaal
Kolonel Wright is een vermogende veeboer. Hij verhuist samen met zijn voorman Curley en zijn dochter Bonnie Bell naar de Amerikaanse oostkust. Op die manier kan zijn dochter genieten van fatsoenlijk onderwijs en van de voordelen van het leven in de grote stad. Bonnie Bell wordt al spoedig verliefd op haar buurjongen Jimmy, een lid van de prominente familie Wisner. Omdat kolonel Wright gelooft dat Jimmy een hovenier is, keurt hij hun verhouding af. Het stel gaat ervandoor en wanneer Jimmy vertelt wie hij is, geven de beide vaders hun zegen.

## Rolverdeling
| Acteur            | Personage          |
| ----------------- | ------------------ |
| David Torrence    | Kolonel Wright     |
| Frank Sheridan    | Curley             |
| James W. Morrison | Jimmy              |
| Alice Calhoun     | Bonnie Bell        |
| John Steppling    | David Wisner       |
| Adele Farrington  | Mevrouw Wisner     |
| Mary Culver       | Catherine Kimberly |
| Bruce Boteler     | Tom Kimberly       |